# NGC 648
NGC 648 is een elliptisch sterrenstelsel in het sterrenbeeld Walvis. Het hemelobject werd in 1886 ontdekt door de Amerikaanse astronoom Francis Preserved Leavenworth.

## Synoniemen
- IC 146
- PGC 6083
- MCG -3-5-11
- ESO 543-6